# 醫師勞動條件改革小組
醫師勞動條件改革小組，簡稱醫勞小組，與另一名稱相像組織醫勞盟並無相互隸屬關係。2011年五一勞動節遊行後，由來自國立台灣大學、國立陽明大學、長庚大學等校之醫學系學生決議組成，目前主要成員為醫學生以及住院醫師，目的為喚醒醫界之勞動意識，改善基層醫師及實習醫學生日益惡化的勞動條件，並爭取合理的工作權益，主張「醫師納入勞基法」、「醫療非商品化」。

## 背景

### 實習醫師林彥廷事件
2011年4月27日下午，電子佈告欄批踢踢(ptt)的醫學生版(medstudent)上出現了一則爆料，表示有年輕醫師倒下，隨後被證實為高雄醫學大學醫學系七年級醫學生林彥廷同學在國立成功大學醫學院附設醫院實習期間，於內科值班的隔天早上被室友發現倒臥在浴室裡，沒有生命徵象。隔天這則新聞被媒體報導，成大醫院表示實習醫學生(Intern)每天上班八小時不致過勞，隨後引起醫學生版許多年輕醫師一片譁然，並展開許多對於醫學教育、工時限制以及醫師人力政策的討論。
時為高醫醫學系六年級生，曾主導外國醫事學歷認證抗議行動的前台灣醫學生聯合會教育部長柳林瑋，在當年的5月5日與立法委員黃淑英、鄭汝芬辦公室協助林彥廷同學的家屬召開記者會，要求對於實習醫學生的工作狀況進行清查，並保障學生學習及休息的權益。
同年的11月11日醫師節前夕，立法委員黃淑英召開公聽會，要求當時的衛生署醫事處長石崇良研擬限縮醫師工時，改善目前醫師過勞的問題。。2012年的4月19日，醫師勞動條件改革小組、台灣醫學生聯合會、台灣醫療勞動正義與病人安全促進聯盟在臺灣勞工陣線及立法委員鄭汝芬辦公室的協助下召開周年記者會，要求成大醫院作出具體道歉與賠償、衛生署及勞委會盡速研擬實習醫學生職災權益保障。
其後林彥廷同學的家屬對成大醫院提出刑事及民事訴訟，刑事部分檢察官作出不起訴處分，民事部份一審台南地方法院判決林家敗訴。
成大醫院家醫科住院醫師吳妮民將林彥廷同學的事件寫成散文投稿至第一屆全球華文文學星雲獎，獲得報導文學類第三名，於2011年底刊出。

### 住院醫師蔡伯羌事件
2011年4月18日，台灣蘋果日報報導，奇美醫院外科住院醫師蔡伯羌兩年前(2009年)疑似因過勞導致心肌梗塞，在開刀房昏倒。蔡伯羌醒來後，因腦部缺氧過久造成記憶缺損，幾乎喪失工作能力，連家人也不認識。蔡太太因而對奇美醫院提出民事訴訟，求償新臺幣3800萬元。其後蔡太太更以職災受害個案的身分參與同年的五一大遊行，可說是第一次醫師以受雇勞工的身分上街抗議。蔡伯羌及蔡太太也參加同年11月11日立法委員黃淑英所召開的公聽會，陳述職災醫師及其家屬所面臨的困境。
2012年4月，蔡太太向監察院陳情後，勞委會召開『研商醫療保健服務業之醫師相關職災權益保障措施會議』，會中決議優先將住院醫師及實習醫師納入勞基法，並請行政院衛生署研擬醫師納入勞基法相關配套措施。
2012年底，蔡伯羌民事訴訟結果出爐，其中請求退休金給付的案子勝訴，而請求職業災害補償金給付的案子敗訴；兩件案子的法官對於住院醫師與醫院之間是否為勞雇關係，有不同見解。蔡伯羌委任律師隨後提起上訴。二審結果於2015年1月8日宣判，判決認定奇美醫院需負起職災賠償責任，惟在責任歸屬上認定奇美醫院能夠抵充65%的責任，因此最終需賠償金額為新臺幣780餘萬元，全案仍可上訴。蔡太太多次參與醫師勞工團體陳情抗議活動，除了蔡伯羌外，她也關切其他受雇醫師權益，希望醫師能盡快納入勞基法。

## 成立過程

### 2011年五一勞動節
2011年的4月接連發生兩起住院醫師及實習醫學生過勞職災的新聞，讓許多年輕醫師及醫學生有了危機意識，開始反省醫界沿襲已久的過勞文化。國立台灣大學與長庚大學的醫學生在臉書及bbs平台號召參與五一遊行，並於結束後在台大醫院地下街開會，組成了名為「Intern&R權益促進小組」的臉書社團。此社團陸續加入眾多關心醫師勞動議題的成員，幾位醫學生聯合會的前任或現任幹部也陸續加入。

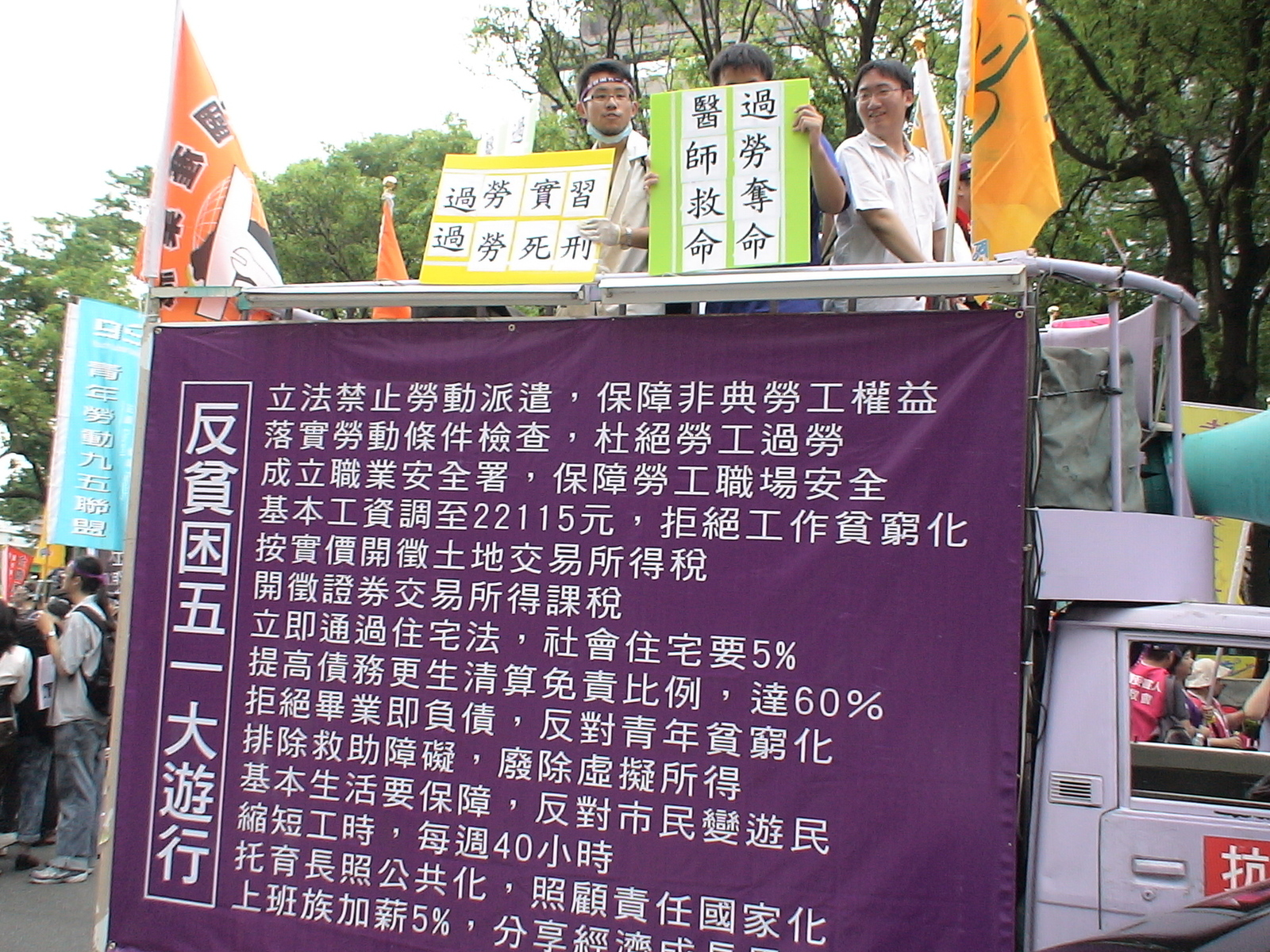
醫學生號召參與2011年五一勞動大遊行，為醫勞小組成立之濫觴

該年11月，多名國立陽明大學的醫學生也加入「權益促進小組」，提出「青年要好野 （页面存档备份，存于）」的議題倡議模式，以議會遊說和草根培力（街頭運動）兩大軸線進行改革。由於運動方針明確，組織名稱即改為「醫師勞動條件改革小組」，並以此名義參加當年11月12日的秋鬥。此後，「醫師勞動條件改革小組」不僅號召走上街頭的抗爭行動，也與教育部、衛生署(後升格為衛服部)和勞委會等行政部會商討保障醫師工時的方案，並和多位立委合作推動醫師納入勞基法。

### 團體組成與定位
醫勞小組將自身定位為勞工團體而非職業團體，和其創立成員們的經歷有關，組織中有當年學權小組 （页面存档备份，存于）的成員、反貧困聯盟中青年要好野的成員、雙主修社會系的同學，對於階級議題有基礎的認識。醫勞小組初期的成員以學生為主，多為初入臨床的實習醫學生(Intern)及見習醫學生(Clerk)。隨著組織的發展，最初的成員多已通過醫師國考成為受雇住院醫師，以校系為基礎的草根工作也從台大、陽明、長庚擴展到北醫、輔大、成大、高醫等校。

## 理念訴求

### 醫師納入勞基法
自20世紀起，工時限制成為勞工與政府或資本家的主要標的，尤其在新興工業國家如台灣與南韓，產業型態使然讓勞工必須長時間工作或責任制待命。台灣的《勞動基準法》基於保障勞工身心健康、使其穩定提供勞動力的考量下，涵括了法定工時的規範，以雙週84小時為基準，然實際上超時工作或是不給付加班費的情況亦屢見不鮮。
諸多社會因素和歷史脈絡交織而成台灣醫師特殊的勞動處境，醫師角色背負連續照顧病人的社會期待，責任制照顧病人是應然的作為，實際上也因此而有較高的薪資報酬與社經地位。而近年來在保險制度與醫院管理壓力的雙向影響之下，醫師收入受到限縮，同時工時居高不下、勞動密度持續提升，過長工時以及連續工作的要求成為醫事人員普遍抱怨的職場問題。根據統計，實習醫學生工作時間每週可達80小時以上，住院醫師更可能破百，尤其在外科、婦產科等科別，超長工時的情況最為顯著。
超長工時可能對於勞動者的身心造成傷害，提高職業傷病的機率，並且可能引起注意力渙散，對於需要專注與精確判斷的醫療人員而言，過長的工時意味著醫療品質的下降，這類現象早已為諸多國內外期刊討論。自2011年底發起迄今，醫師勞動條件改革小組曾偕同台灣醫療改革基金會 （页面存档备份，存于）、醫勞盟、台灣護理產業工會 （页面存档备份，存于）、台灣基層護理產業工會等勞工團體發起多次行動，呼籲衛福部、勞動部應當正視醫師過勞議題、保障民眾健康權益。
對於團體的呼籲，政府的回應大致可歸類為

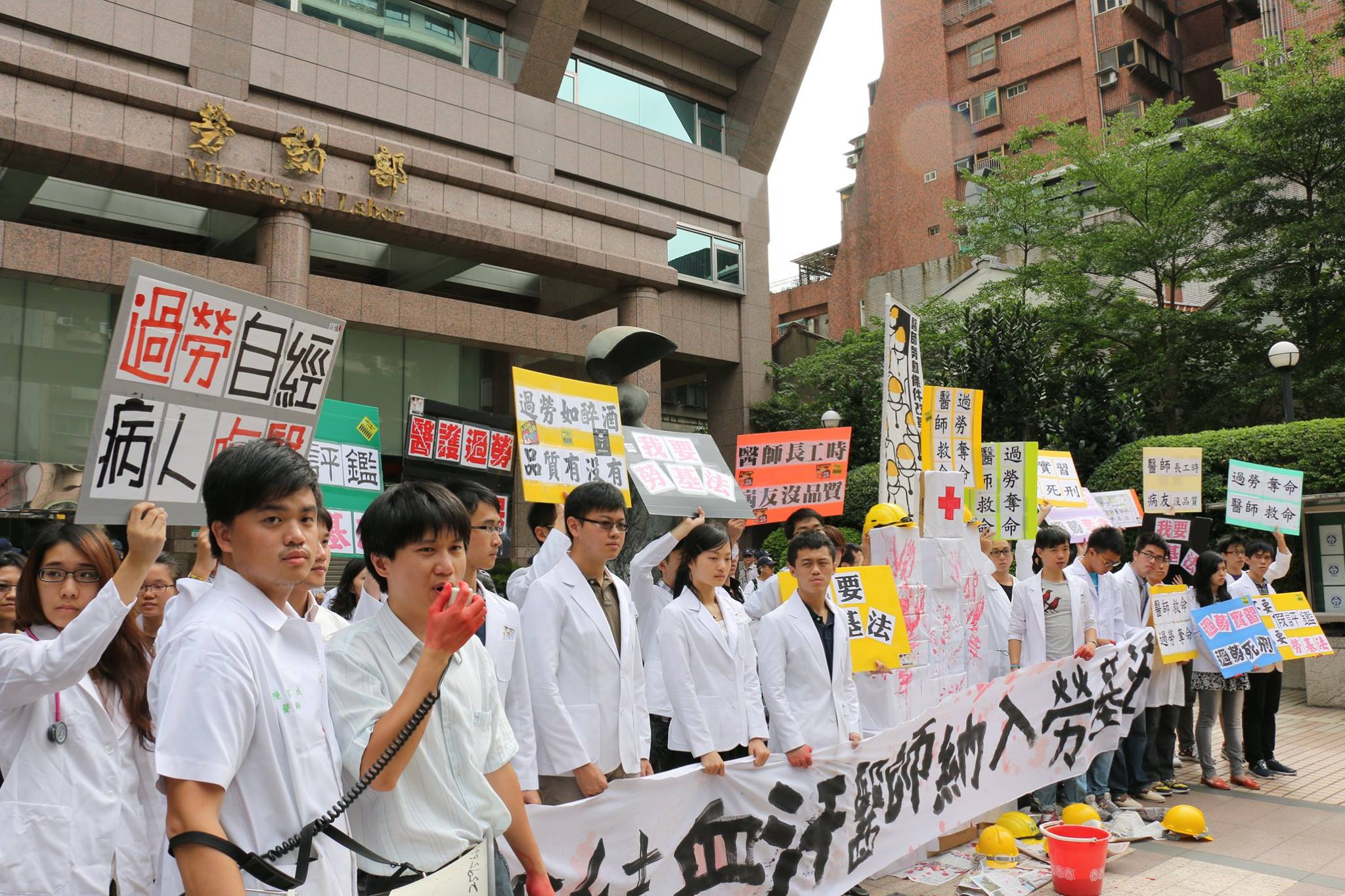
「醫師過勞，血染白袍」記者會(2014)

1. 醫師有連續照顧病人需求，限縮工時對於部分醫療行為並不妥當，例如手術過程中不可能替換醫師
2. 醫療人力不足，在醫療需求隨人口老化逐年上升的情況下，若是適用勞基法工時規範，可能造成民眾無醫可看之危機
3. 納入勞基法短期難達成，傾向以醫療法規範合理工時。

對此民間團體回應，《醫療法》只以評鑑作為寬鬆的軟性規範，對於過勞醫護沒有實質保障，希望在補充醫療替代性人力、調整健保給付標準、醫療糾紛權責確立等多軌並進的情況下，改善醫師人力在科別、地域間的不均現象，並納入《勞基法》的保障。

### 實習醫學生權益保障
「實習醫學生」是台灣醫學生訓練養成過程中一個特殊的階段，大多數醫學院在七年級安排學生進入其附設或是簽約之醫院進行臨床工作，亦有醫學院規劃為期兩年之臨床實習工作。實習醫學生在醫院當中同時兼具「學習」與「勞動」兩類身分，執行類似一般住院醫師的工作同時，也是重要的養成與訓練過程。
實習醫學生處於學生與勞動者間的模糊地帶，領取生活津貼及值班費，但與醫院之間的雇傭關係未獲主管機關認可。近年來隨醫院業務量擴張以及節省人事成本之考量，實習醫學生值班天數增加、工作內容益加繁重，甚或爆發實習醫學生疑似過勞身亡之事件，工作與學習孰輕孰重之辯甚囂塵上。醫師勞動條件改革小組主張應明文規範工作時數，以確保實習醫學生能夠有足夠的休息時間與學習之暇，自2012年起，與台灣醫學生聯合會等民間團體共同發起行動，呼籲實習醫學生之工作應受到妥善保障，並建請政府將實習醫學生納入勞基法「技術生」保障。教育部與衛福部在2013年修正「實習醫學生臨床實習教學指引」，加入條文包含「四週實習值勤時間平均不超過每週80小時，單週不得超過88小時。」等工時相關規範，並且將上述規範納入教學醫院評鑑。
然教學醫院評鑑效率未明，引起醫學生諸多疑慮，即便自新版《教學指引》頒布以後，依然有許多醫院出現實習醫學生值班數超過上限或是工時過長的現象，醫師勞動條件改革小組對此曾針對個別醫院提出檢舉，同時召開記者會要求教育部落實《教學指引》內容，正視實習醫學生生活津貼、勞工保險的缺陷，並且疾呼訂立醫療保健服務業實習生權益保障專法，唯主管機關基於諸多理由，目前除強調實習醫學生已受良好權益保障以外，並未有更多回應。
2015年3月20日，立法委員陳節如在第七會期的立法院黨團總質詢中提及此議題，行政院長毛治國則承諾會在一個月內針對本議題提出解決方案

### 醫療公共化
健康權被視作不分族群、貧富、性別、階級都應該享有的基本權益，如何維持一兼具公平性與永續經營精神的健康照護體系，是近年來世界各國無不前新思索的課題。台灣的醫療照護體系有賴保險制度的支持，使一般民眾得以享有平價、可近性高的醫療服務，而不致出現貧病交迫、求助無門的慘況。全民健保自84年起開辦，單一保險人、全民納保的特性，使得台灣的醫療費用支出僅佔GDP非常低的比率，同時又以優異的醫療水準傲視全球，吸引諸國考察、參照本制度。
然而標舉公共性的全民健保卻也不幸地落入公共財的陷阱之中，一方面無效醫療和民眾的不當就醫行為，侵吞原先就以窘迫的健保資源，為維持財務均衡，降低給付價格、限縮醫院獲利、開徵補充保費成為近年來健保改革的一大方向，最直接受影響的當屬第一線的醫事人員，加上醫院的管理手段，於是民間常說的「血汗醫院」現象開始出現，尤其在特定科別與偏鄉地區，由於缺乏獲利誘因，於是「五大皆空」、「無醫可看」的語彙開始在新聞媒體版面頻繁出現。
有鑑於醫師外流嚴重、醫療產業缺乏投資誘因、技術停滯不及國際水準等原因，政府有計畫地推動一系列政策以鬆綁受全民健保約束的醫療產業，包含允許「醫療社團法人」的設立（法人董事擁有剩餘財產分配請求權，迥異於醫療財團法人不得營利的規定）、設立醫療服務國際化專案管理中心等，為日後的引進外資設立醫院、專營商業取向醫療項目鋪路，甚且一度朝向「醫院公司化」研議，衝擊原先對於醫療不應該是牟利工具的價值觀。2013年《服務貿易協定》當中研議將醫療保健服務業納入，允許中資在台灣設置醫療財團法人，另更加開放台資至中國投資設立醫院；2013年底自由經濟示範區特別條例由行政院提出草案，其中擬於自經區內設置「國際醫療產業」，允許醫療社團法人的設置、鬆綁醫療法對於經營者的規範，並且開放無本國醫師執照的外國醫事人員進入特區執業，引起民間憂心。
醫師勞動條件改革小組曾於立法院公聽會中發言表達對於自由經濟示範區的反對立場，並且於318學運期間，舉辦座談會討論《服務貿易協定》與醫療社福政策的關係。另外也曾發起或聲援多場抗議行動，表達對於國際醫療可能引起醫療市場化、階級化的擔憂。醫師勞動條件改革小組認為國際醫療的發展明顯違背了醫療非營利行為的本質，並且可能影響原先就已窘迫的醫師人力分布，可能排擠弱勢民眾的就醫權益；而解決目前醫療危機的首要方式應是落實勞動保障、調整健保給付方式以及改善醫病緊張關係，而非以自由化政策撼搖醫學的本質。對此政府回應自由化的政策是為了激活醫療產業的活力，帶動產業升級以及與觀光、生技、製藥、養生、長照產業的結盟，而國際醫療特區所佔用之醫事人員數量不多，不致影響一般民眾就醫權益。

## 在校培力

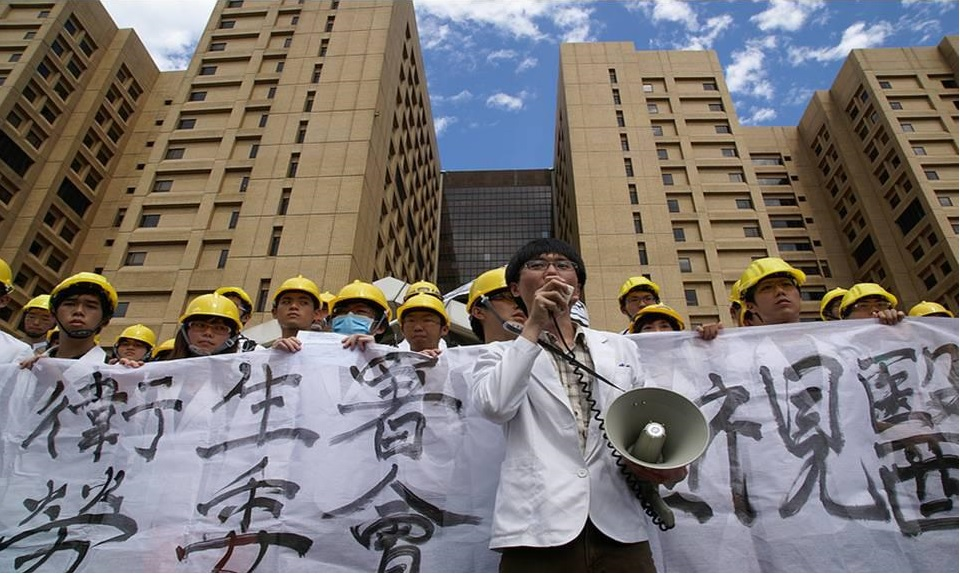
醫勞小組五一勞動節於臺大醫院抗議(2012)

成立初期，醫勞小組成員以臺灣大學醫學系、長庚大學醫學系、陽明大學醫學系的醫學生為主，透過2012年5月1日台大醫院前公安帽加冕儀式，醫事勞動議題漸漸打開能見度。但有鑑於在醫師及醫學生間討論未被深化，且為如實掌握各大教學醫院實際之第一線工作情況，醫勞小組透過不定期的巡迴講座、定期的課堂合作、系學會合作，以期讓更多醫學生得以在地組織化，投身醫勞改革之列。近期已在陽明大學、臺灣大學、長庚大學、高雄醫學大學有例行的講座、讀書會、勞動筆記活動。

### 巡迴講座
- 2014年 服貿及自經區巡迴講座
  - 4/22 陽明大學【反醫療商品化──醫療自經區對臺灣的衝擊】講座
  - 4/23 臺灣大學【談服貿與自經區對醫事人員的影響】講座
  - 4/25 成功大學【TGIF 服貿的醫療與長照衝擊】講座
  - 4/29 輔仁大學【醫療商品化與自經區的討論會】講座
  - 4/30 陽明大學【醫師作為勞工：醫師為何要納入勞基法】講座
  - 5/2 中山醫學大學【服貿協議對醫療的可能衝擊】講座
  - 5/2 高雄醫學大學【從醫療公共性與勞動權益看服貿】講座
  - 5/5 中國醫藥大學【醫療商品化中的社會病理-由服貿與自經區談起】講座
  - 5/6 陽明大學【醫療 x 服貿──別再說你不知道】講座
  - 5/7 臺北醫學大學【太陽花後的剖析與對話：服貿協議與醫療產業】講座
  - 5/8 長庚大學林口長庚醫院【由服貿與自經區談醫療商品化與勞動權益】講座
  - 5/14 長庚大學【醫療商品化對醫事人員的影響】講座
- 2012年 醫師勞動講座
  - 6/2 高雄醫學大學【教育與勞動的雙重身分──青年醫師的血汗勞動】講座
  - 6/3 成功大學【教育與勞動的雙重身分──青年醫師的血汗勞動】講座
  - 6/4 臺北醫學大學【面對未來的醫師職涯──一個勞動的視野】講座

### 課堂合作
除了不定時邀約的巡迴講座之外，透過與醫學系人文醫學課程的老師們合作，醫師勞動條件改革小組亦得以在課堂上與學弟妹們分享。
- 臺灣大學醫學系 103學年度社會學系選修課醫療社會學、102學年度二上醫療與社會、101學年度二上醫療與社會、100學年度二上醫療與社會。
- 陽明大學醫學系 102學年度四下醫師誓詞的謊言與真相
- 長庚大學醫學系 104學年度一上醫學哲學、103學年度二下醫師病人社會
- 國防大學醫學系 104學年度一下醫療社會學、103學年度一下醫療社會學
- 輔仁大學醫學系 103學年度一下醫療社會學、102學年度一下醫療社會學
- 東海大學 103學年度上學期 【高齡社會與經濟】課程 ：「自經區觀光醫療的衝擊」、「自經區與醫療商品化對老年人的影響」

### 系學會合作
醫勞小組透過與各校醫學系系學會中編纂系報、系刊的部門合作，撰寫《青年醫師勞動筆記》，年輕醫學生得以透過專題報導的方式，與臨床第一線的醫師學長姐們進行訪談，與講座、讀書會之所學呼應。
- 臺灣大學醫學系系學會文刊部  《臺大醫訊》第三刊《醫師，您過勞了嗎？》 （页面存档备份，存于）《臺大醫訊》第十刊《半熟》 （页面存档备份，存于）
- 陽明大學醫學系系學會學術部  《陽明橙報》第七期《勞動節特刊》 （页面存档备份，存于）
- 長庚大學醫學系系學會學術部 《嵐杏》

## 大事記

### 街頭倡議及協助推動法案
2011
5/1   數名醫學生號召五一勞動節遊行，隨後成立「Intern&R權益促進小組」
11/10 正式更名為「醫師勞動條件改革小組」
11/12 小組成員號召醫學生及醫師參加2011年秋鬥
2012
4/3   出席台灣醫療勞動正義與病人安全促進聯盟(醫勞盟)籌備會議
4/17  勞委會前「各大團體要求醫師納入勞基法」記者會
4/19 「成大林彥廷事件週年─實習醫學生工作安全檢討」記者會
5/1   五一勞動節遊行，於臺大醫院前召開記者會
5/7   醫師工作環境問卷調查啟動
2013
4/25   SARS和平封院10週年記者會
4/29  「2012醫師工作環境問卷調查」發表記者會
4/30  「搶救醫護崩壞的三大承諾跳票  全民健保恐走向病安懸崖」記者會
12/11 「反對血汗醫療惡法，立委莫做資方打手」記者會
12/12 阻擋國民黨立委蘇清泉《醫療法》59、60條修正案提案
2014
4/8  「台灣醫界與公衛界反醫療商品化聯盟」連署記者會
4/29 「今天做，明天就後悔－反對自經區醫療專區」記者會
6/26 「衛福部搶當掮客，醫護病權益奈何？」記者會(世貿中心)
8/21 「值班時薪三十元，過勞職災自己扛」實習醫學生納入勞基法記者會
11/8  醫師節「醫師過勞，血染白袍」勞動部前抗議行動
11/12 醫師節「三問蘇清泉委員，何時以納入勞基法改善醫療勞動環境？」記者會

### 主辦活動
2012
1/11  「醫師，您過勞了嗎？」講座(陽明大學)
4/14  「支持實習醫學生與醫師納入勞基法」網路連署
4/23  「醫生，醫院，勞基法」講座(陽明大學)
4/26、30 「傾頹的白色巨塔：醫生勞權」座談會(長庚大學)
9/28  「醫生，醫院，勞基法」講座(長庚大學)
10/22 中區第一次住院醫師工時規範暨職災補償座談會(中山醫學大學)
2013
4/27~28 「我可能不能醫你」醫療勞動工作坊
2014
2/23  醫勞小組2014工作坊──「披上白袍的那一刻」
3/21  「青年醫師／醫學生，站出來守護你我的未來！」遊行
3/22  《今日，我們不值班》「一起搞懂兩岸服貿與台灣醫療」開放論壇
3/22  「反服貿，青年醫師／一學生，站出來守護你我的未來」行動聲援 318 運動
3/31、4/7 318 運動─立法院外「一起搞懂兩岸服貿與台灣醫療」開放論壇
6/21  北投區小蜜蜂行動「自經區X醫療講座」
8/6   參與2014年世界醫學生大會講座─「318運動」
12/5  醫勞小組中區講座─「靠北實習醫師」
12/11 聲援蔡伯羌醫師職災事件二審